# جورج هايتر

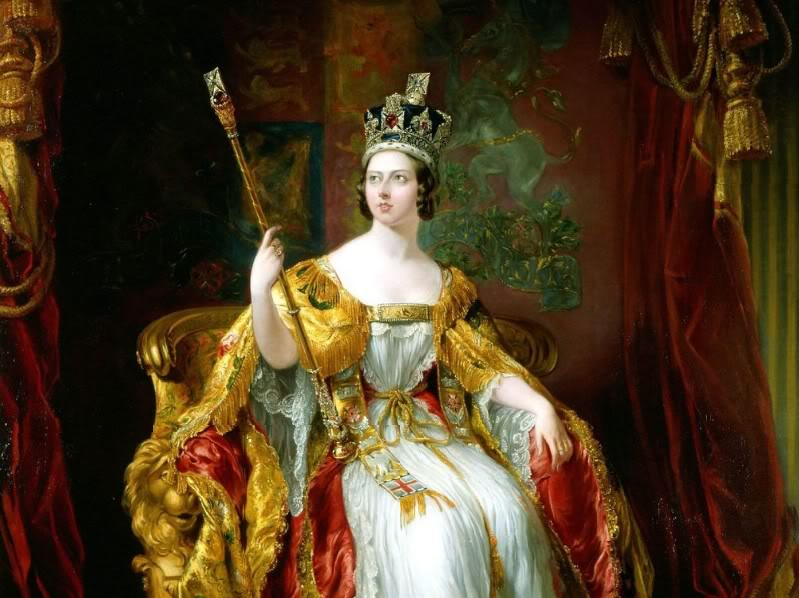
إحدى لوحات جورج هايتر تمثل صورة الملكة فكتوريا.

جورج هايتر (بالإنجليزية: George Hayter)‏ (17 ديسمبر 1792 - 18 يناير 1871) كان رسام إنجليزي مشهور، وكان متخصص في الصور والأعمال الكبيرة وبسبب أعماله المذهله عينته الملكة فيكتوريا الرسام الخاص لها وأيضا في عام 1841 منتحه الملكة لقد لقب فارس.

## النشأة

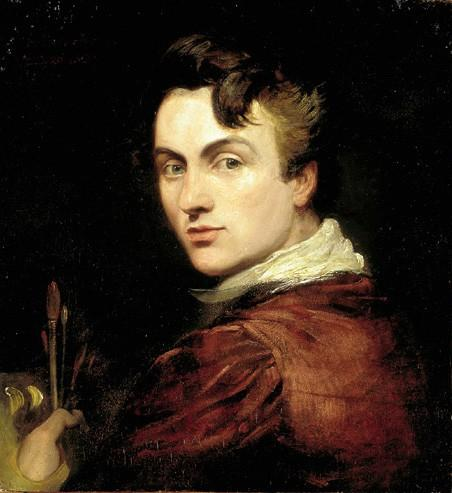
صورة شخصية للسير جورج هايتر، 1820

كان جورج هايتر نجل تشارلز هايتر (1761-1835)، وهو رسام بسيط وله شعبية في الرسم ويعتبر معلم في فن الرسم المنظوري وعندما أستاذ في هذا الفن رسم شارلوت، أميرة ويلز ومن هناك كانت شهرته في أعمال الرسم المنظوري.
قام والد جورج بتعليمه في البداية وبعدها ذهب إلى الأكاديمية الملكية للفنون في أوائل عام 1808، ولكن في نفس العام، بعد خلاف حول دراسات فنه، هرب إلى البحر باعتباره ضابط بحري في البحرية الملكية . بعدها تم القبض عليه وقد خرج بكفاله من والده، ولقد قام والده بتشجيعه على مواصلة الدراسة الخاصة به.
في عام 1809 تزوج سرا من سارة ميلتون، والتي كانت مستأجرة في منزل والده (كان عمره 15 أو 16، وهي كان عمرها 28)، وبقى الزواج سرياً حتى حوالي عام 1811. وكان لهما ثلاثة أطفال جورجيانا، ليوبولد وهنري.

## وفاته
توفي جورج في 18 يناير 1871 عن عمر يناهز 78 سنة في مارليبون، لندن، إنجلترا.

## روابط خارجية
- جورج هايتر على موقع ميوزك برينز (الإنجليزية)